# Płowce (województwo kujawsko-pomorskie)
Płowce – wieś kujawska w Polsce położona w województwie kujawsko-pomorskim, w powiecie radziejowskim, w gminie Radziejów, a 8,5 km na wschód od Radziejowa. Wieś jest znana w historii Polski z bitwy między wojskami dowodzonymi przez króla Władysława I Łokietka i Krzyżakami.

## Podział administracyjny
| SIMC    | Nazwa           | Rodzaj    |
| ------- | --------------- | --------- |
| 0868112 | Płowce Pierwsze | część wsi |

Płowce leżą na Kujawach, przy trasie pomiędzy Włocławkiem i Brześciem Kujawskim a Radziejowem. Wieś królewska, położona w II połowie XVI wieku w powiecie radziejowskim województwa brzeskokujawskiego, należała do starostwa radziejowskiego. W latach 1975–1998 miejscowość administracyjnie należała do województwa włocławskiego.

## Historia wsi
Pierwsza wzmianka o Płowcach (cum Placius) pochodzi z roku 1143 przy oznaczaniu granic wsi Radziejowa. Płowce pierwotnie należały do dóbr królewskich. Historyczne warianty nazewnicze miejscowości to: Plowcze, Plowecz, Plowce, Blewo.
27 września 1331 r. na terenie wsi rozegrała się nierozstrzygnięta bitwa, w której starły się wojska polskie pod dowództwem króla Władysława I Łokietka z wojskami zakonu krzyżackiego dowodzonymi przez wielkiego mistrza  Dietricha von Altenburga. Za pożyczkę udzieloną królowi Olbrachtowi dawna królewszczyzna przeszła na własność rodziny Leszczyńskich. Na swoją rezydencję w latach 1555–1580 wybrał Płowce starosta radziejowski Rafał Leszczyński, który później sprzedał wieś swojemu synowi Janowi Leszczyńskiemu.
Na początku XVIII wieku wieś przeszła w ręce Schliebenów. Jan Wilhelm Schlieben, wojewoda inflancki (został właścicielem Dobrego, później Kadyn) sprzedał dobra Michałowi Walewskiemu, kasztelanowi rozpierskiemu. W roku 1746 właścicielem Płowiec został Paweł Dąbski, starosta inowrocławski, który sprzedał wieś w roku 1763 Janowi Biesiekierskiemu, podkomorzemu inowrocławskiemu. W rodzinie tej Płowce pozostały już na dłużej. Po przegranej bitwie pod Krzywosądzem w Płowcach u Biesiekierskich zatrzymał się Ludwik Mierosławski (jego siostra była żoną właściciela majątku). 19 lutego 1863 do dworu Biesiekierskich dotarł także Kazimierz Mielęcki, który ze swoim oddziałem pod Krzywosądz nie zdążył.
W 1931 roku, w 600. rocznicę bitwy, w celu jej upamiętnienia, usypano kopiec o wysokości 20 m. W czasie II wojny światowej kopiec został zniszczony przez Niemców, odbudowano go w roku 1961, a na jego szczycie wzniesiono pomnik. Dla upamiętnienia tego wydarzenia raz w roku (pod koniec sierpnia) odbywa się turniej rycerski.
W Płowcach urodził się Zdzisław Piernik, współczesny muzyk, wirtuoz tuby.

## Religia
Płowce należą do parafii Witowo.

### Dawna parafia w Płowcach

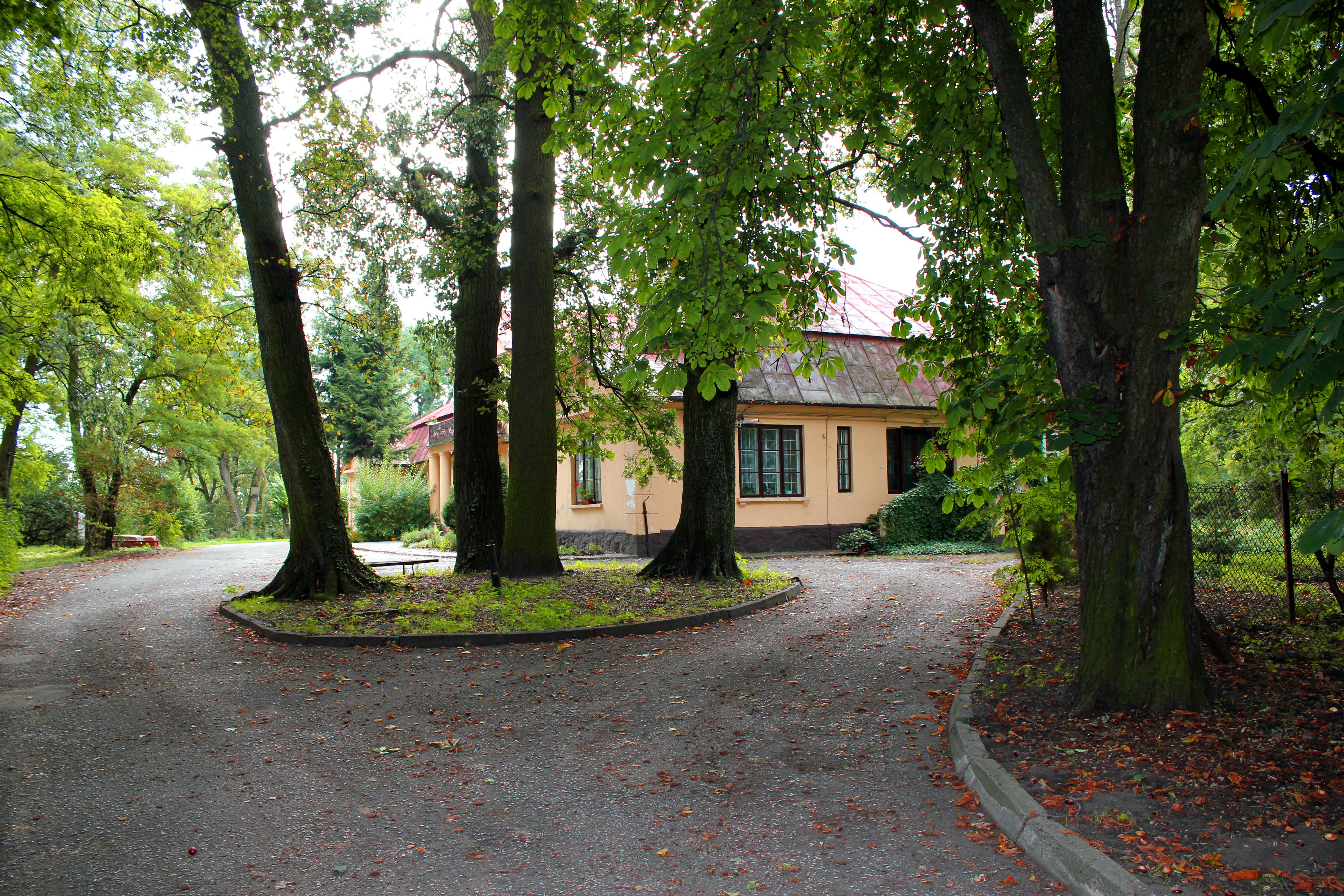
Zespół dworski

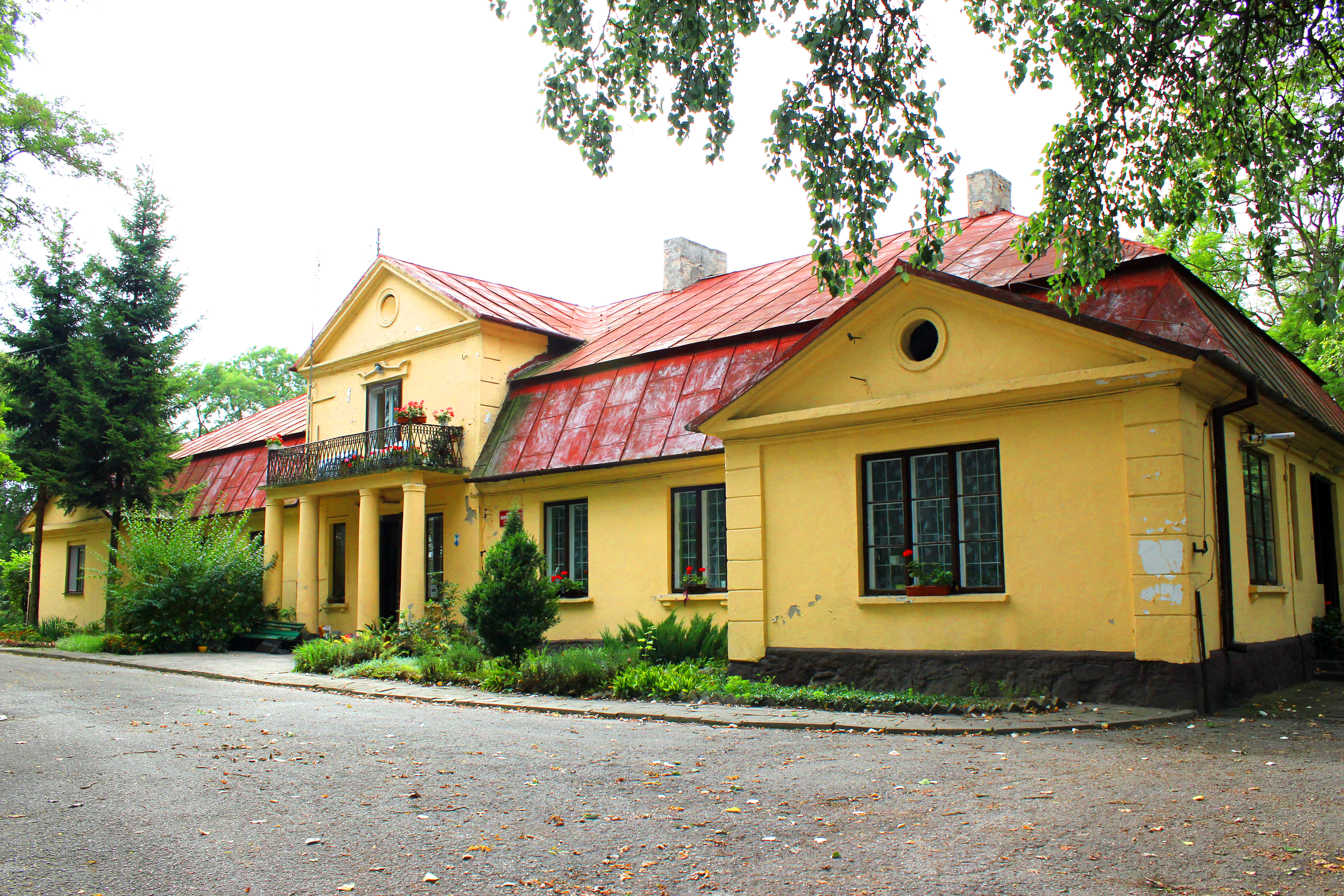
Dwór

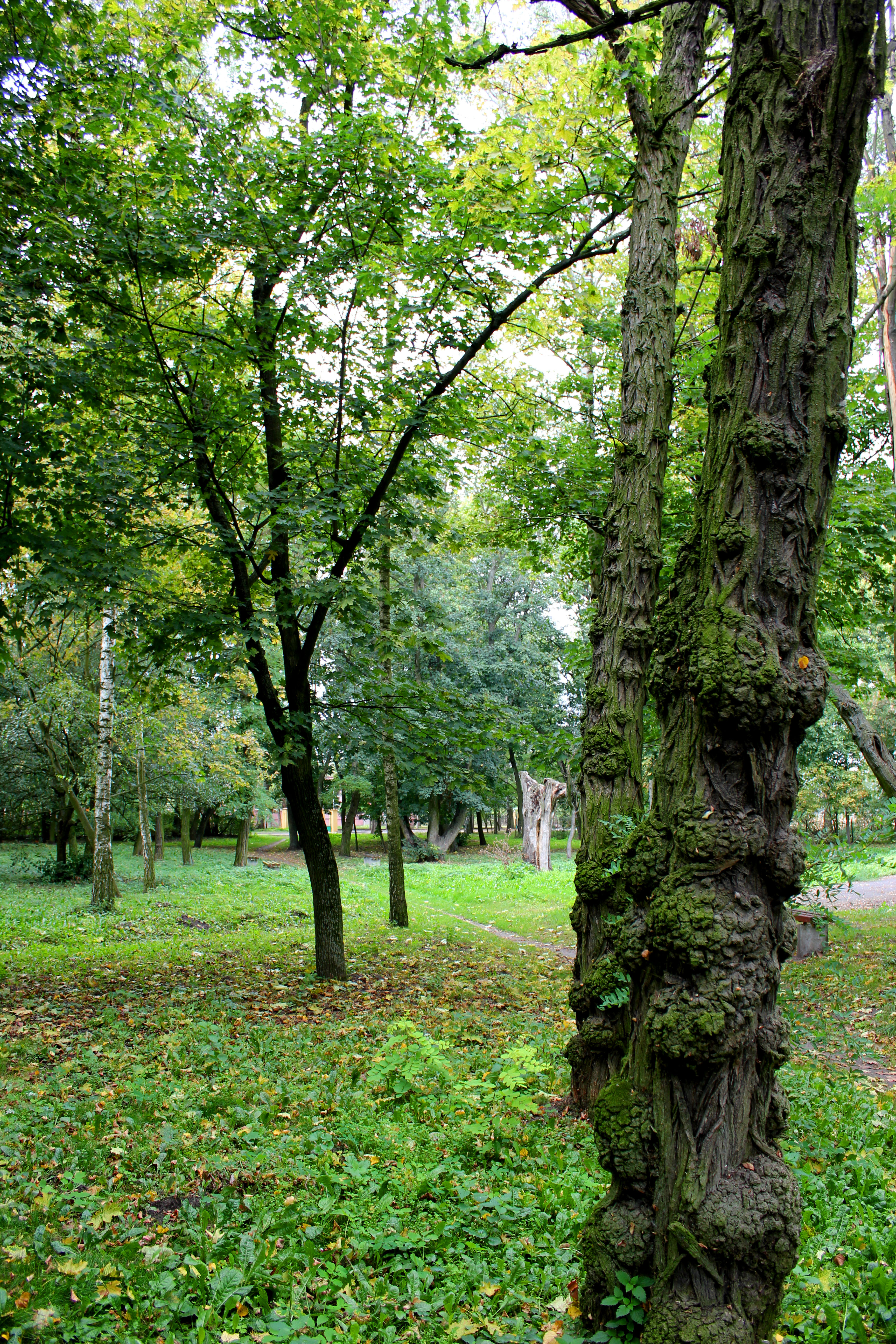
Park

Jan Długosz pisał, że biskup kujawski Maciej kazał wybudować kaplicę na miejscu, gdzie pochowano kości poległych w pamiętnej bitwie 1331 roku. Pierwsza wzmianka o parafii w Płowcach pochodzi z roku 1363, kiedy to Oswald, kasztelan słoński, sprzedał swojemu kmieciowi Stefanowi Wojciechowiczowi sołectwo w Płowcach. Świadkami tej transakcji było trzech mieszczan radziejowskich i pleban w Płowcach. W czasie krzyżackiego napadu w roku 1431 spalona została wieś i kościół. Probostwo miało 4 łany i dwóch kmieci.
Jak pisał Borucki, Głowa luteranów, kalwinów i aryanów, starosta, Rafał Leszczyński, najpierw wypędził proboszcza katolickiego ze wsi Płowce i osadził ministra kalwińskiego; obrazy z kościoła kazał powyrzucać, a grunty zabrał na swój użytek; dopiero po jego śmierci wdowa, Zofia z Opalińskich Leszczyńska przywróciła proboszcza katolickiego. Kościół w Płowcach przez około 40 lat wyłączony był z kościoła katolickiego. Leszczyński w ten sam sposób postąpił z proboszczem katolickim w Bytoniu, a w Radziejowie osadził Andrzeja Prażmowskiego (wcześniej proboszcz katolicki w Poznaniu, w roku 1564 przetłumaczył i wydał Katechizm Heidelberski). Prażmowski wyznania helweckiego (kalwińskiego) był ministrem zboru Radziejowie, w którym był też – w kościele św. Jana zbór braci polskich. Parafia w Płowcach zlikwidowana została w połowie XVIII wieku. W 1817 roku Płowce odwiedzał Julian Ursyn Niemcewicz, który w „Podróżach historycznych po ziemiach polskich” zapisał:  „Przed lat czterdziestu stał jeszcze wśród wsi Płowców kościółek ....dziś tylko słup na tém miejscu stoi”. Na owej kapliczce wisiał dzwon (pisał później Borucki), którym dzwoniono na Anioł Pański.
Na miejscu dawnego kościoła w latach 1989–1994 wybudowano nową kaplicę, która jest kościołem filialnym parafii Witowo.

## Demografia i infrastruktura wsi
Około 1560 roku we wsi było pięć gospodarstw. W 1827 roku we wsi było 35 domów i 334 mieszkańców. W roku 1876 we wsi było 365 mieszkańców i 57 mórg włościańskich. Według Narodowego Spisu Powszechnego (III 2011 r.) liczyła 500 mieszkańców. Jest drugą co do wielkości miejscowością gminy Radziejów.
Przez wieś przebiega droga krajowa nr 62, zaś w pobliżu pola bitwy znajduje się pomnik, parking, nieczynna stacja kolejowa kolei wąskotorowej oraz hotel i restauracja Zajazd Łokietek.

## Zabytki
Według rejestru zabytków NID na listę zabytków wpisany jest zespół dworski:
- dwór, 1759 r., około 1860 r., nr rej.: 50/391 z 29.09.1957
- park, XVIII w., nr rej.: 155/A z 15.09.1984

## Szkoła Podstawowa
W Płowcach funkcjonuje szkoła podstawowa, założona w 1905 roku, kiedy to dzięki p. M. Biesiekierskiej początkowo powstała ochronka dla dzieci. 12 czerwca 1966 szkole nadano imię Władysława Łokietka w czasie obchodów Tysiąclecia Państwa Polskiego. W 2005 roku szkoła obchodziła swoje stulecie.